# ズギェシ郡
ズギェシ郡（ズギェシぐん、ポーランド語:powiat zgierski、英語:Zgierz County）は、中央ポーランドのウッチ県にある地方自治体。1998年の地方行政区画の再編の結果、1999年1月1日に誕生した。郡都で最大の町はズギェシであり、ウッチの北西9kmの所に位置する。ズギェシ郡には他に4つの町が存在する。
郡は853.71km2の面積がある。2006年の統計で、郡全体の人口が160,805人となっている。

## 近隣の郡
北東部はウォヴィチ郡、東部はブジェジヌィ郡、南部はウッチ市と東ウッチ郡、パビャニツェ郡、西部はポドデンビツェ郡、北西部はウェンチツァ郡に接している。

## 下位自治体
郡は9つの下位自治体に分割される。（3つの都市、2つの田園都市、4つの田舎）なお、人口順に並べてある。
| 名称                                       | 種類     | 面積（km2） | 人口（2006年） | 中心地                     |
| ------------------------------------------ | -------- | ----------- | -------------- | -------------------------- |
| ズギェシ                                   | 都市     | 42.3        | 58,313         |                            |
| グミナ・アレクサンドルフ・ウチツキ         | 田園都市 | 115.6       | 26,406         | アレクサンドルフ・ウチツキ |
| Ozorków                                    | 都市     | 15.5        | 20,571         |                            |
| グウォヴノ                                 | 都市     | 19.8        | 15,167         |                            |
| Gmina Stryków                              | 田園都市 | 157.8       | 12,120         | Stryków                    |
| Gmina Zgierz                               | 田舎     | 199.2       | 11,510         | ズギェシ *                 |
| Gmina Ozorków                              | 田舎     | 95.2        | 6,540          | Ozorków *                  |
| Gmina Parzęczew                            | 田舎     | 103.8       | 5,222          | Parzęczew                  |
| グミナ・グウォヴノ                         | 田舎     | 104.5       | 4,956          | グウォヴノ *               |
| * グミナ（地方自治体基礎組織）の都ではない |          |             |                |                            |